# Carduus carpetanus
Carduus carpetanus là một loài thực vật có hoa trong họ Cúc. Loài này được Boiss. & Reut. mô tả khoa học đầu tiên năm 1842.